# إدواردو فاغاردو
إدواردو فاغاردو (بالإسبانية: Eduardo Fajardo) هو ممثل إسباني، ولد في 14 أغسطس 1924 في O Mosteiro, Meis ‏ في إسبانيا، وتوفي في 4 يوليو 2019 في المكسيك.

## وصلات خارجية
- إدواردو فاغاردو على موقع IMDb (الإنجليزية)
- إدواردو فاغاردو على موقع روتن توميتوز (الإنجليزية)
- إدواردو فاغاردو على موقع ألو سيني (الفرنسية)
- إدواردو فاغاردو على موقع أول موفي (الإنجليزية)
- إدواردو فاغاردو على موقع قاعدة بيانات الأفلام السويدية (السويدية)
- إدواردو فاغاردو على موقع قاعدة بيانات الفيلم (الإنجليزية)
- إدواردو فاغاردو على موقع كينوبويسك (الروسية)